# Каммерлинг, Анна-Карин
Анна-Карин Каммерлинг (швед. Anna-Karin Kammerling; род. 19 октября 1980, Мальмё, Швеция) — бывшая шведская пловчиха, завоевавшая медали на всех пяти крупных международных чемпионатах по плаванию (Олимпиада, Чемпионат мира по водным видам спорта, Чемпионат Европы по водным видам спорта, Чемпионат мира по плаванию на короткой воде и Чемпионат Европы по плаванию на короткой воде).

## Карьера
Она начала плавать в детстве в спортивном обществе «Bollnäs Simsällskap», но затем переехала в Сундсвалль и изменила клуб на «Общество плавания Сундсвалля» (швед. Söderhamns Simsällskap). Именно здесь карьера Каммерлинг взлетела, и она, среди прочего, квалифицировалась на молодёжную Олимпиаду. Позже Каммерлинг представляла Sundsvalls Simsällskap и в национальной сборной, дебютировав на взрослом уровне на чемпионате Европы по плаванию в 1997 году. Она завоевала бронзовую медаль в эстафете 4×100 метров вольным стилем на летних Олимпийских играх 2004 года в Сиднее.
За свою карьеру Каммерлинг семь раз ставила мировой рекорд на дистанции 50 метров баттерфляем. Она завершила карьеру после Олимпиады 2008 года и с тех пор работала экономистом по недвижимости и экспертом-комментатором на радио.